# Epsilon Ophiuchi
Epsilon Ophiuchi (Yed Posterior, Yad, Jed Posterior, 2 Ophiuchi) é uma estrela na direção da constelação de Ophiuchus. Possui uma ascensão reta de 16h 18m 19.24s e uma declinação de −04° 41′ 33.4″. Sua magnitude aparente é igual a 3.23. Considerando sua distância de 107 anos-luz em relação à Terra, sua magnitude absoluta é igual a 0.64. Pertence à classe espectral G8III.